# Corumbataí
Corumbataí es un municipio brasileño del estado de São Paulo. Se localiza a una latitud 22º13'12" Sur y a una longitud 47º37'33" Oeste, estando a una altitud de 608 metros. Su población estimada en 2004 era de 4.121 habitantes.
Posee un área de 278,1 km².

## Geografía

### Demografía
Datos del Censo - 2000
Población Total: 3.794
- Urbana: 1.718
- Rural: 2.076
- Hombres: 1.985
- Mujeres: 1.809

Densidad demográfica (hab./km²): 13,64
Mortalidad infantil hasta 1 año (por mil): 15,95
Expectativa de vida (años): 71,17
Tasa de fertilidad (hijos por mujer): 2,82
Tasa de Alfabetización: 92,03%
Índice de Desarrollo Humano (IDH-M): 0,780
- IDH-M Salario: 0,711
- IDH-M Longevidad: 0,770
- IDH-M Educación: 0,860

(Fuente: IPEAFecha)

### Hidrografía
- Río Corumbataí

### Carreteras
- SP-310

## Administración
- Prefecto: Ivanir Franchin (2009/2012)
- Viceprefecto: José Rampin (2009/2012)
- Presidente de la cámara: Leandro Martínez (2009/2010)

## Religión
El Cristianismo está presente en la ciudad de la siguiente manera:

### Iglesia Católica
La iglesia católica del municipio forma parte de la Diócesis de Piracicaba.

### Iglesia Protestante
En la ciudad están presentes las más diversas creencias evangélicas, principalmente pentecostales, incluidas las Asambleas de Dios de Brasil (la iglesia evangélica más grande del país), Congregación Cristiana, entre otras. Estas denominaciones están creciendo cada vez más en todo Brasil.

## Hijos ilustres
- Padre Wagner Augusto Portugal